# بلوگرین
بلوگرین (انگلیسی: Bluegreen) شرکت املاک آمریکایی است، که در سال ۱۹۶۶ تأسیس شد.